# Prostřední Nová Ves
Prostřední Nová Ves je část města Lázně Bělohrad v okrese Jičín. Nachází se na severu Lázní Bělohrad, roztažená podél potoka Javorky. Prochází zde silnice II/284. V roce 2009 zde bylo evidováno 140 adres. V roce 2001 zde trvale žilo 341 obyvatel.
Prostřední Nová Ves je také název katastrálního území o rozloze 1,44 km2.

## Galerie

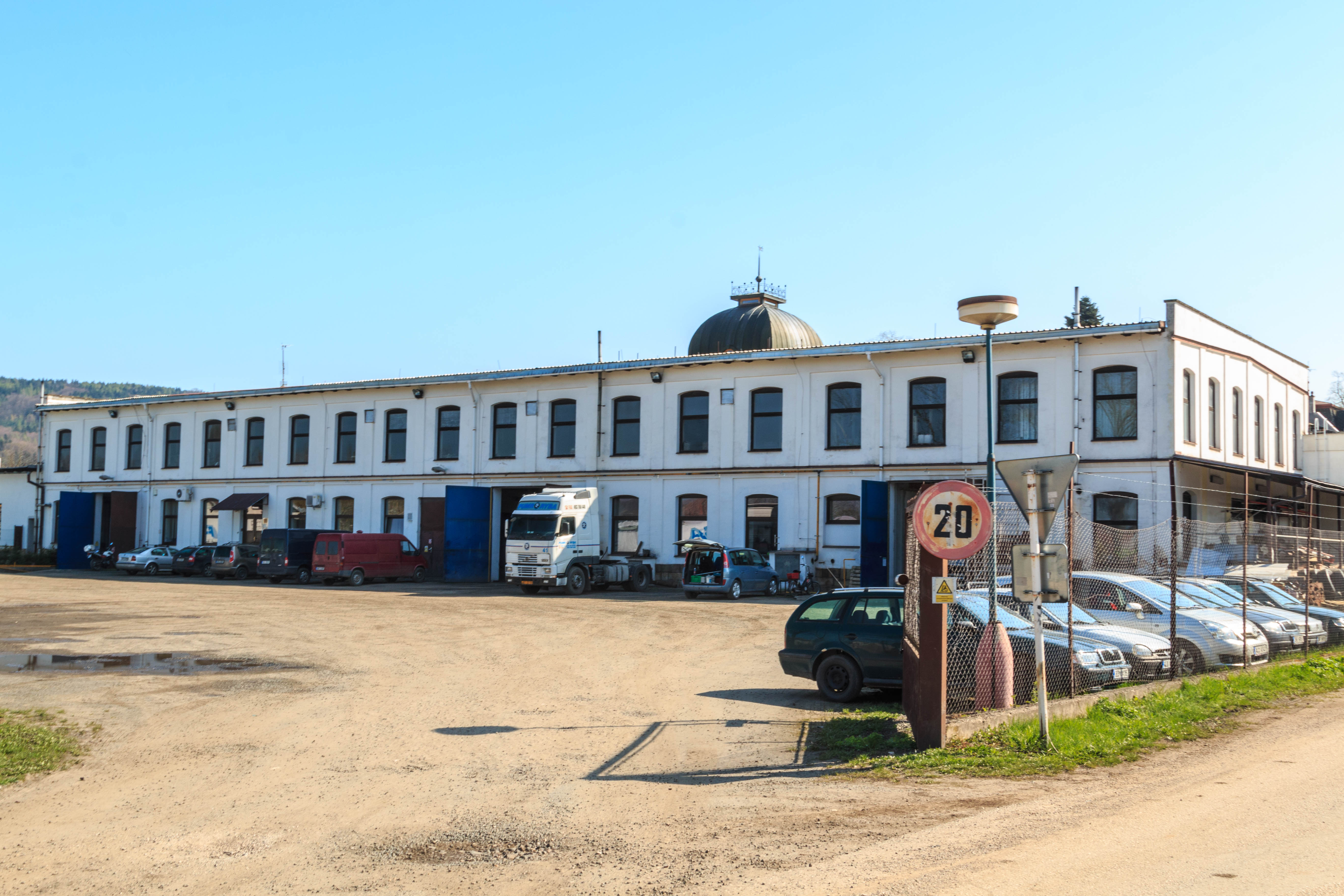
Prostřední Nová ves - dům čp. 48
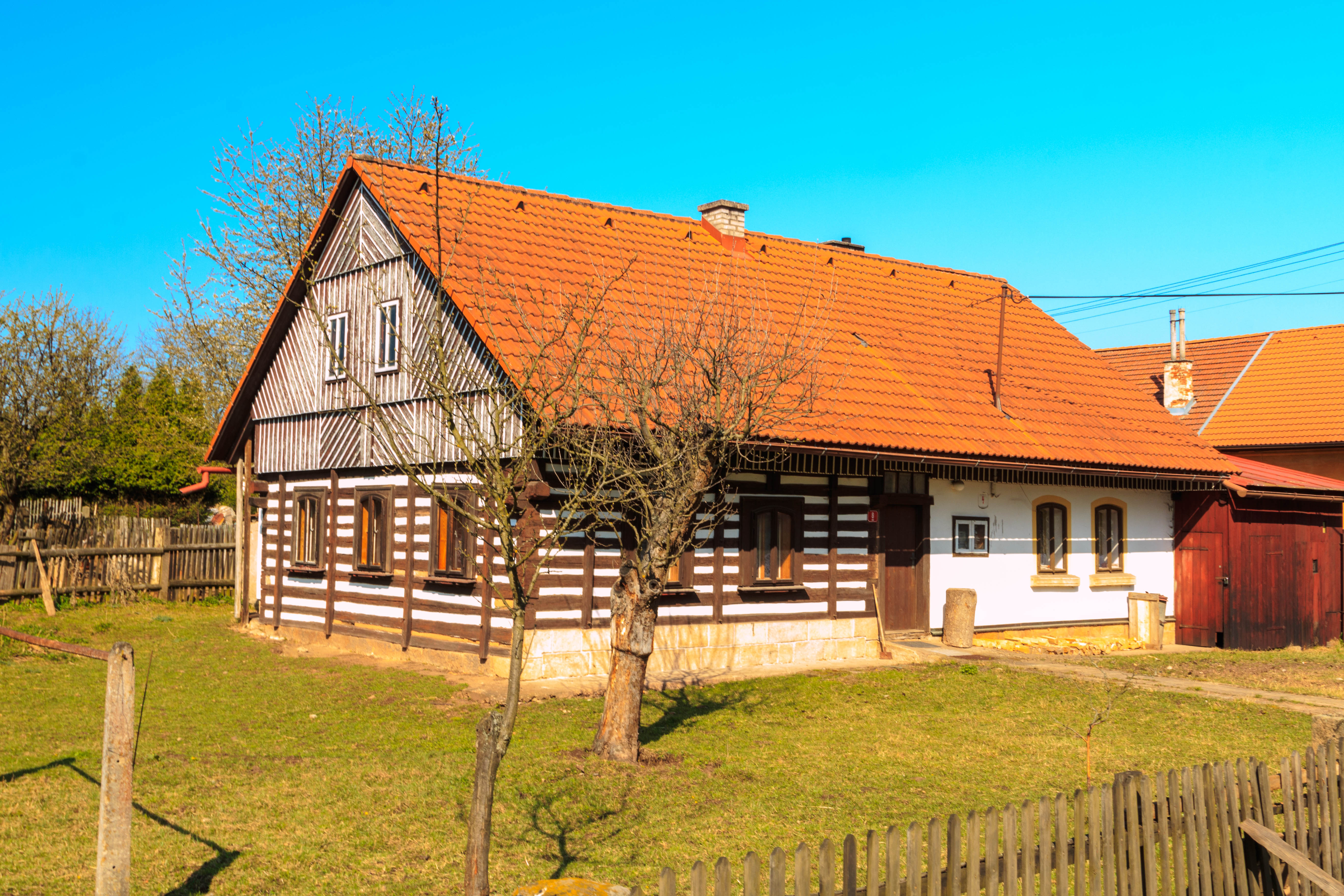
Prostřední Nová ves - dům čp. 8
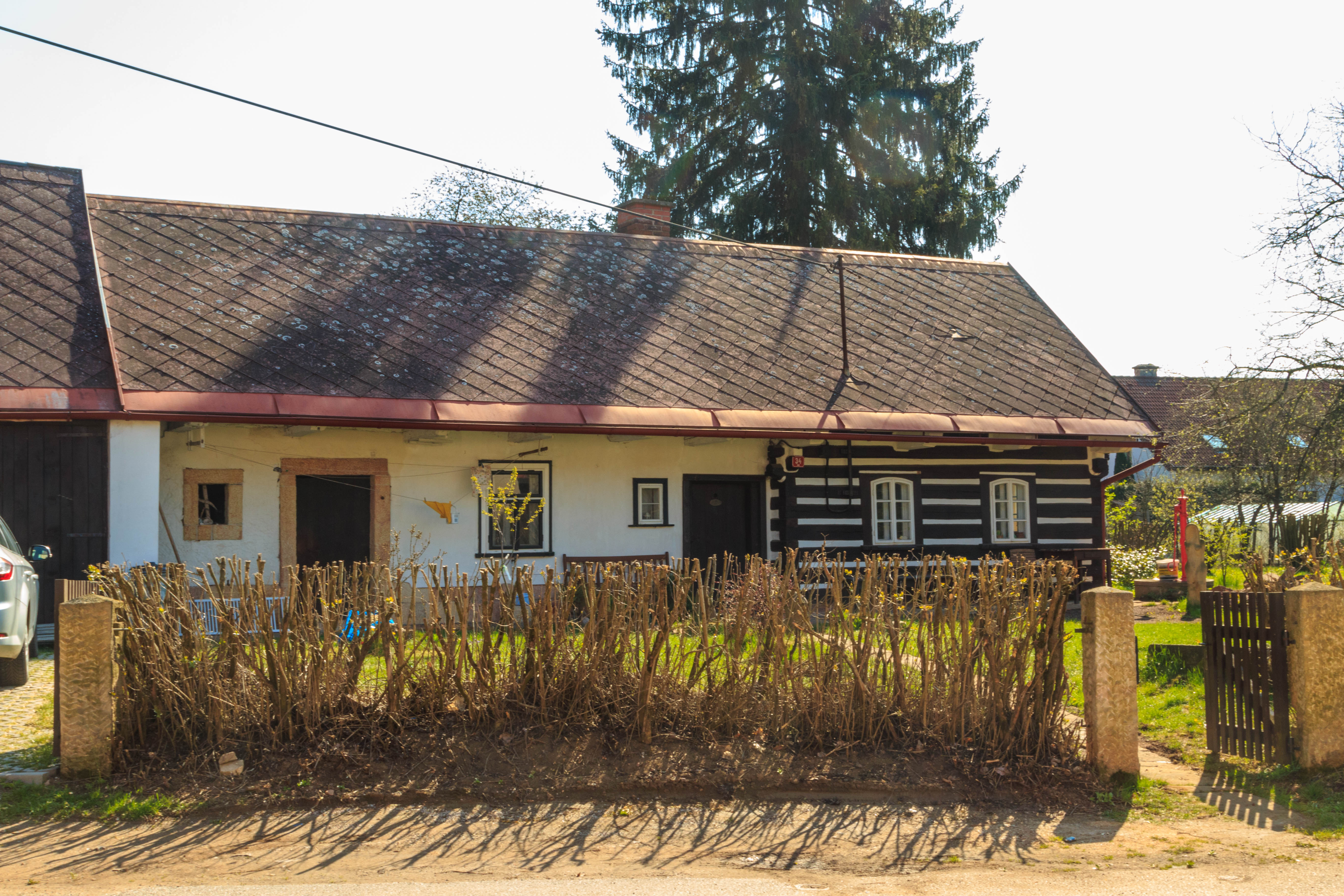
Prostřední Nová ves - dům čp. 34
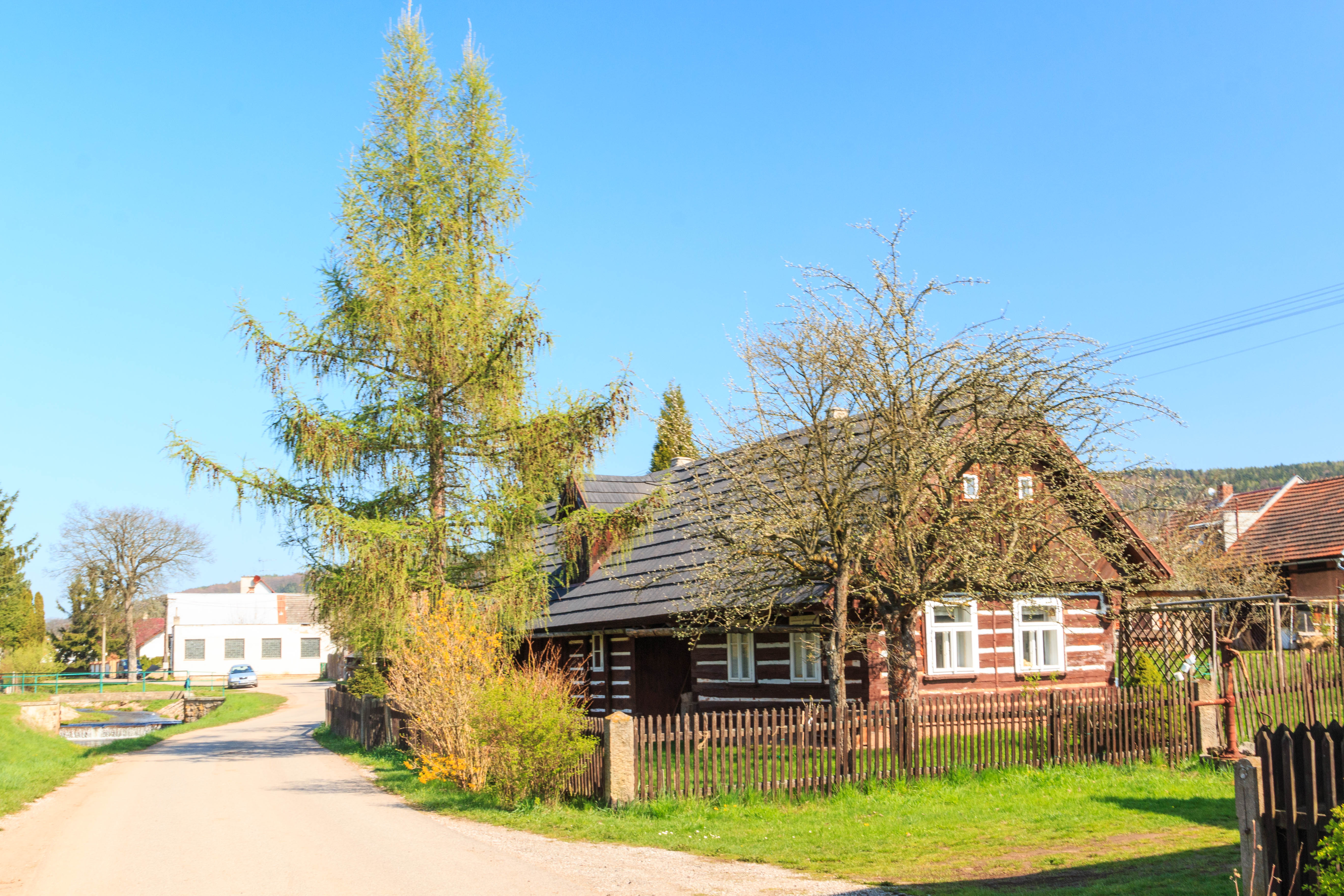
Prostřední Nová ves - dům čp. 29